# Nomosphecia melanosoma
Nomosphecia melanosoma là một loài tò vò trong họ Ichneumonidae.